# Tillandsia cyanea
Tillandsia cyanea is een plant uit de bromeliafamilie (Bromeliaceae) en de onderfamilie Tillandsioideae. Het is een epifytische plant die van nature in Ecuador voorkomt.
Het is een van de meest gekweekte bromelia's. Het blad groeit in een rozet van dunne, gekromde bladeren. De bloeiwijze is een pluim van roze of rode schutbladeren waaruit violette bloemen ontstaan.

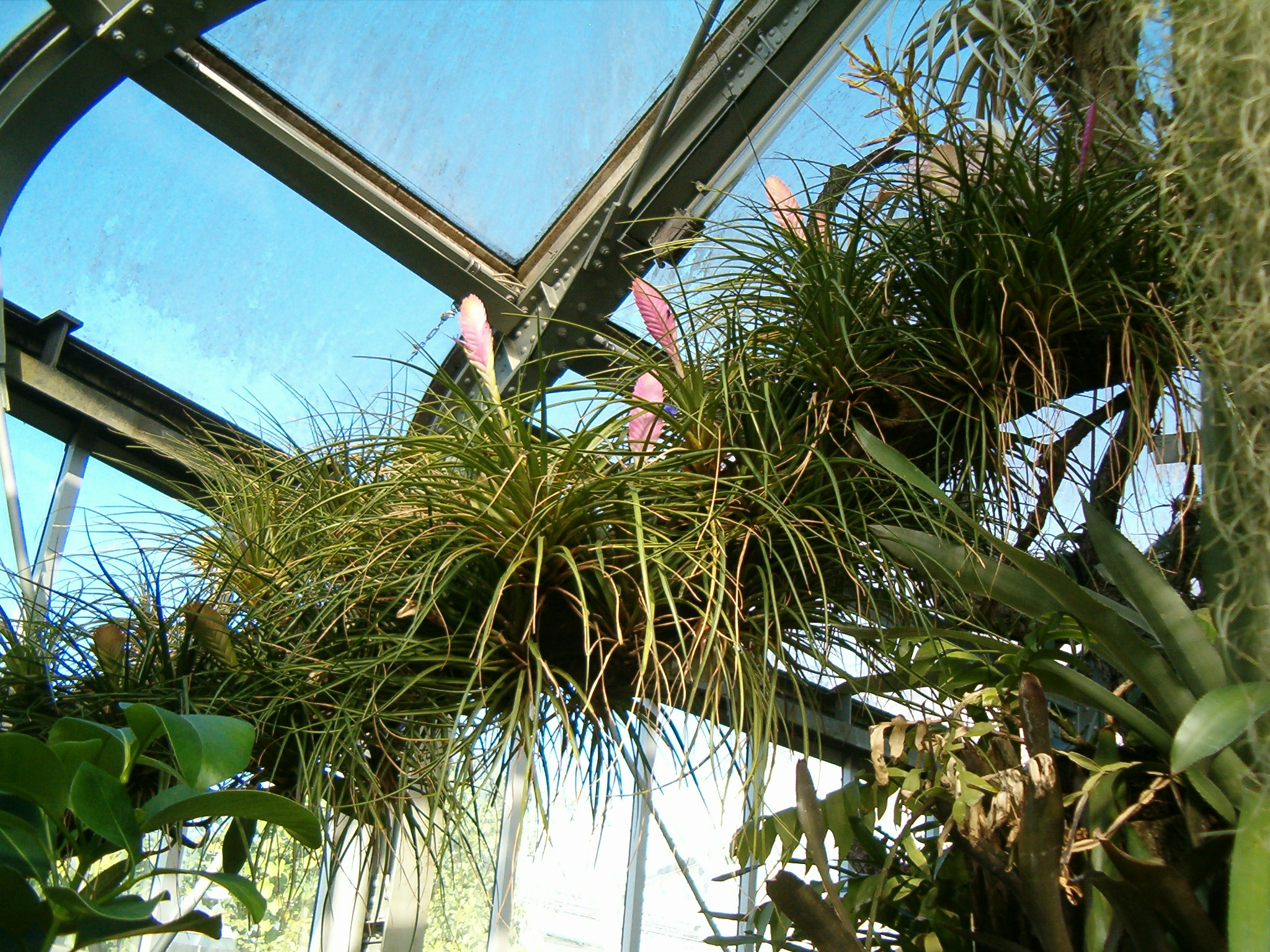
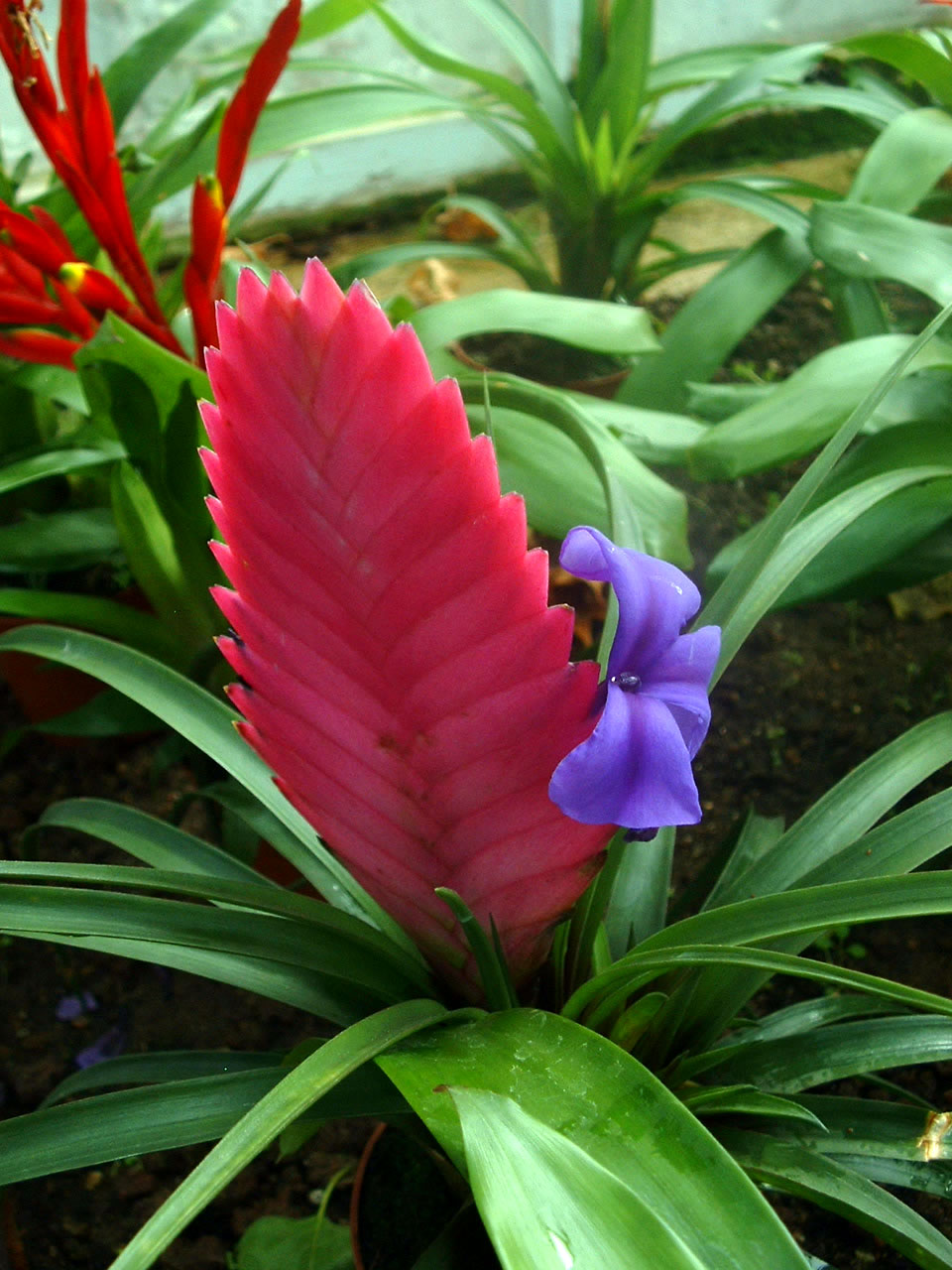
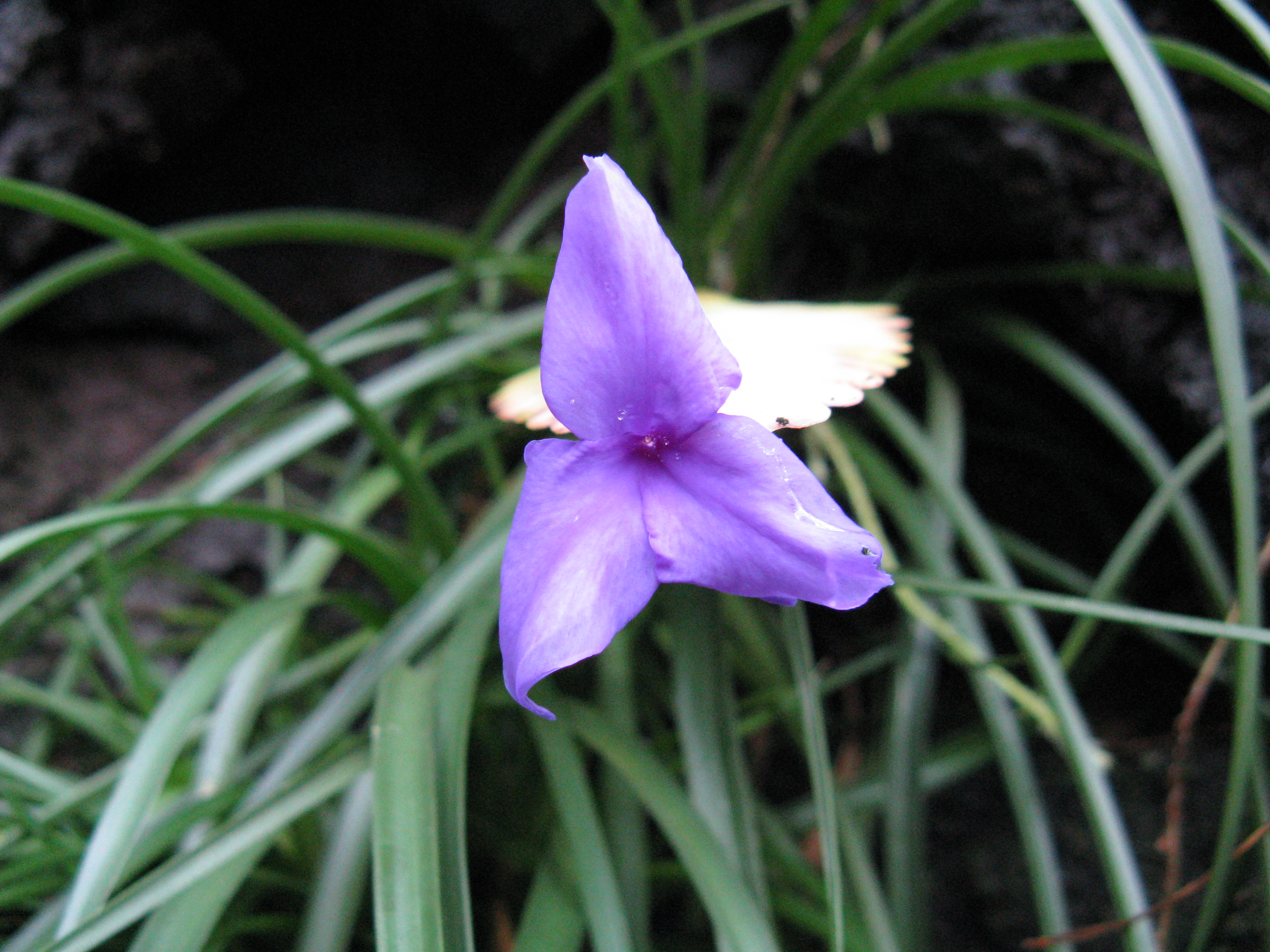
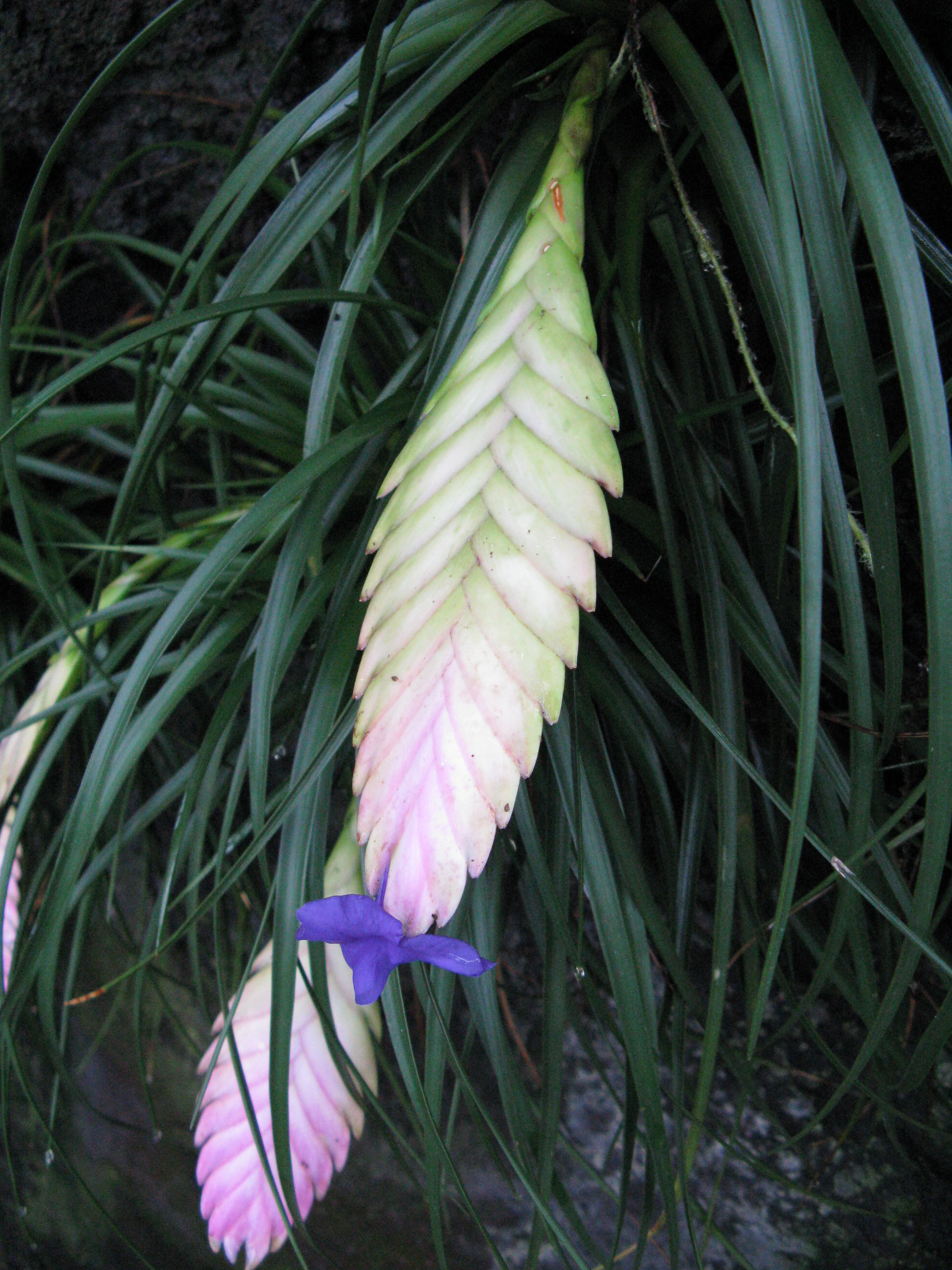